# Кролик Питер (фильм, 2018)
«Кролик Питер» (англ. Peter Rabbit) — американский комедийный анимационно-игровой фильм 2018 года, основанный на одноименном персонаже из серии книг Беатрис Поттер. Режиссером картины выступил Уилл Глак, который также написал сценарий в соавторстве с Робом Либером. Джеймс Корден озвучил заглавного персонажа; Роуз Бирн, Донал Глисон и Сэм Нилл сыграли роли людей, а Дэйзи Ридли, Элизабет Дебики и Марго Робби выступили в роли актёров озвучки. Фильм рассказывает о кролике Питере, который сталкивается с новыми проблемами, когда после смерти мистера Макгрегора в округе появляется его внучатый племянник и быстро обнаруживает, какие неприятности может доставить семья Питера.
Фильм вышел в прокат в США 9 февраля 2018 года. Он получил смешанные отзывы и собрал 351 млн долларов по всему миру при бюджете в 50 млн долларов. Сиквел, «Кролик Питер 2», был выпущен 25 марта 2021 года.

## Сюжет
В Озерном краю Англии кролик Питер, его кузен Бенджамин Банни и сёстры-тройняшки Флопси, Мопси и Пикси проводят большую часть времени, воруя овощи из сада старого мистера Макгрегора. Они дружат с добросердечной местной жительницей по имени Беатрис, которая рисует картины с изображением кроликов и пейзажи. Беатрис взяла на себя роль приёмной матери кроликов после того, как их отец был убит и съеден мистером Макгрегором, а их мать вскоре умерла. Однажды Питер вынужден бросить свою куртку в саду мистера Макгрегора. Когда он возвращается за ней, то попадается в ловушку к мистеру Макгрегором. Старик внезапно умирает от сердечного приступа, вызванного десятилетиями нездорового образа жизни (хотя Питер хвастается сородичам, что это он его убил). Питер созывает всех местных животных и захватывает поместье мистера Макгрегора.
Тем временем в Лондоне внучатый племянник мистера Макгрегора Томас, угрюмый и педантичный трудоголик, работает в отделе игрушек в универмаге Harrods и уже 10 лет ждет повышения до помощника генерального директора. Он равнодушно воспринимает известие о смерти своего двоюродного дяди, о существовании которого даже не подозревал, но приходит в ярость, узнав, что повышение по службе получил племянник управляющего директора. Томаса увольняют за потерю контроля над собой. Его теперь уже бывший начальник советует ему провести некоторое время в деревне.
Когда Томас узнает, что унаследованное поместье стоит дорого, он решает провести оценку недвижимость и подготовить её к перепродаже, чтобы на вырученные средства открыть собственный магазин игрушек рядом с Harrods и отомстить бывшему работодателю. Он выгоняет Питера и животных и начинает укреплять садовую ограду и калитки, несмотря на возражения со стороны Беатрис. Когда Питер и Бенджамин пробираются обратно в сад, Томас ловит последнего и собирается утопить его в реке. Родственники Бенджамина спасают его, а Томас случайно роняет воду бинокль, подаренный ему Беатрис.
Томас и Беатрис влюбляются друг в друга, что вызывает ревность Питера. Они с Томасом начинают войну друг с другом, расставляя ловушки и совершая другие пакости. Ситуация выходит из-под контроля, когда Питер переделывает электрический забор, установленный Томасом, и в результате Томас бросает в нору кроликов  динамитные шашки. Кроликам удаётся закинуть Томасу в рот ежевику, на которую у него аллергия, после чего Томас атакует их в саду с динамитом и пытается задушить пойманного Питера. Услышав грохот, приходит Беатрис, и Томас притворяется, что спас Питера от удушья. Питер взрывает динамит на лужайке, демонстрируя Беатрис, что Томас использовал его для борьбы с кроликами, но случайно происходит и подрыв нору, в результате чего стоящее над ней дерево падает и разрушает художественную студию Беатрис. Беатрис игнорирует заявления Томаса о том, что в произошедшем и других пакостях виноваты кролики, и прекращает их отношения. Томас возвращается в Лондон, чтобы снова работать в Harrods.
Питер испытывает угрызения совести за урон, причиненный из-за его безрассудства, и, узнав, что Беатрис намерена уехать из деревни, вместе с Бенджамином отправляются в Лондон, чтобы вернуть Томаса. Питер убеждает Томаса следовать своему сердцу, и они спешат обратно в деревню. Питер достает из кармана детонатор, показывает его Беатрис и нажимает на него; таким образом подтверждаются предыдущие слова Томаса о том, что подрыв произвел кролик. Питер и Томас объясняются с Беатрис и умоляют её не уезжать.
Желая остаться с Беатрис, Томас больше не хочет продавать поместье; однако выясняется, что неприятная состоятельная пара уже завершила сделку по покупке дома. Питер, его семья и друзья с помощью уловок заставляют пару покинуть поместье, позволяя Томасу переехать обратно. Томас и Беатрис возобновляют свои отношения, и он разрешает диким животным угощаться в саду в разумных пределах.
Питер и его семья восстанавливают нору и двор с помощью Томаса и Беатрис. Томас открывает в деревне магазин игрушек, где Беатрис выставляет свои картины с изображением кроликов.

## В ролях
- Джеймс Корден — кролик Питер Рэббит
- Марго Робби — Флопси Рэббит, средняя из сестёр Питера, рассказчица
- Элизабет Дебики — Мопси Рэббит, старшая из сестёр Питера
- Дэйзи Ридли — Пикси Рэббит, младшая из сестёр Питера
- Колин Муди — Бенджамин Банни, двоюродный брат Питера
- Донал Глисон — Томас Макгрегор, внучатый племянник мистера Макгрегора
- Роуз Бирн — Беатрис
- Сэм Нилл — мистер Макгрегор, двоюродный дядя Тома Макгрегора
- Мэрианн Жан-Батист — генеральный директор «Harrods»
- Феликс Уильямсон — Дерек
- Ивен Лесли[англ.] — поросёнок Бленд
- Сия — миссис Игли, ежиха
- Донал Глисон — мистер Джереми Фишер
- Роуз Бирн — утка Джемима
- Сэм Нилл — Томми Брок
- Файсаль Баззи[англ.] — мистер Тод
- Кристиан Гэйзел — Феликс Дир
- Рэйчел Уорд — Джозефина Рэбитт, мать Питера
- Брайан Браун — отец Питера

## Съёмки
Съёмки с живыми актёрами проходили в парке Сентенниал, Сидней. В марте 2017 года съёмки проходили на Центральном железнодорожном вокзале в Сиднее.